# Landeck
Landeck (tyskt uttal: [ˈlandɛk]
 ( lyssna)) är en stad och kommun i förbundslandet Tyrolen i Österrike. Kommunen har 7 616 invånare (2024), på en yta av 15,87 km². Landeck är huvudort i distriktet med samma namn.